# 백경덕
백경덕(白景悳, 1980년 9월 8일 ~ )은 NC 다이노스의 트레이닝 코치이다.

## 학력
- 개포중학교
- 개포고등학교
- 동신대학교
- 대구보건대학교

## 경력 사항
- 2007 ~ 2008 성남 일화 천마 축구단 트레이너
- 2008 ~ 2009 흥국생명 여자배구단 트레이너
- 2009 ~ 2010 GS 칼텍스 여자 배구단
- 2009 배구 국가대표팀 트레이너
- 2010 ~ 2011 도로공사 여자배구단 수석 트레이너
- 2012 ~ 현재 NC 다이노스 트레이닝 코치

## 기타 이력
그는 자신의 스포츠 트레이닝 스토리를 수필로 집필하여 발표하기도 하였다.

## 에피소드
- 2015년 1월 11일 광주광역시 광산구에서 최윤희와 결혼하였다. 백경덕 코치는 "결혼과 함께 새해를 시작하는 만큼 좋은 남편, 좋은 코치가 될 수 있도록 노력하겠다"고 말했다.[1]